# Okres Ajka

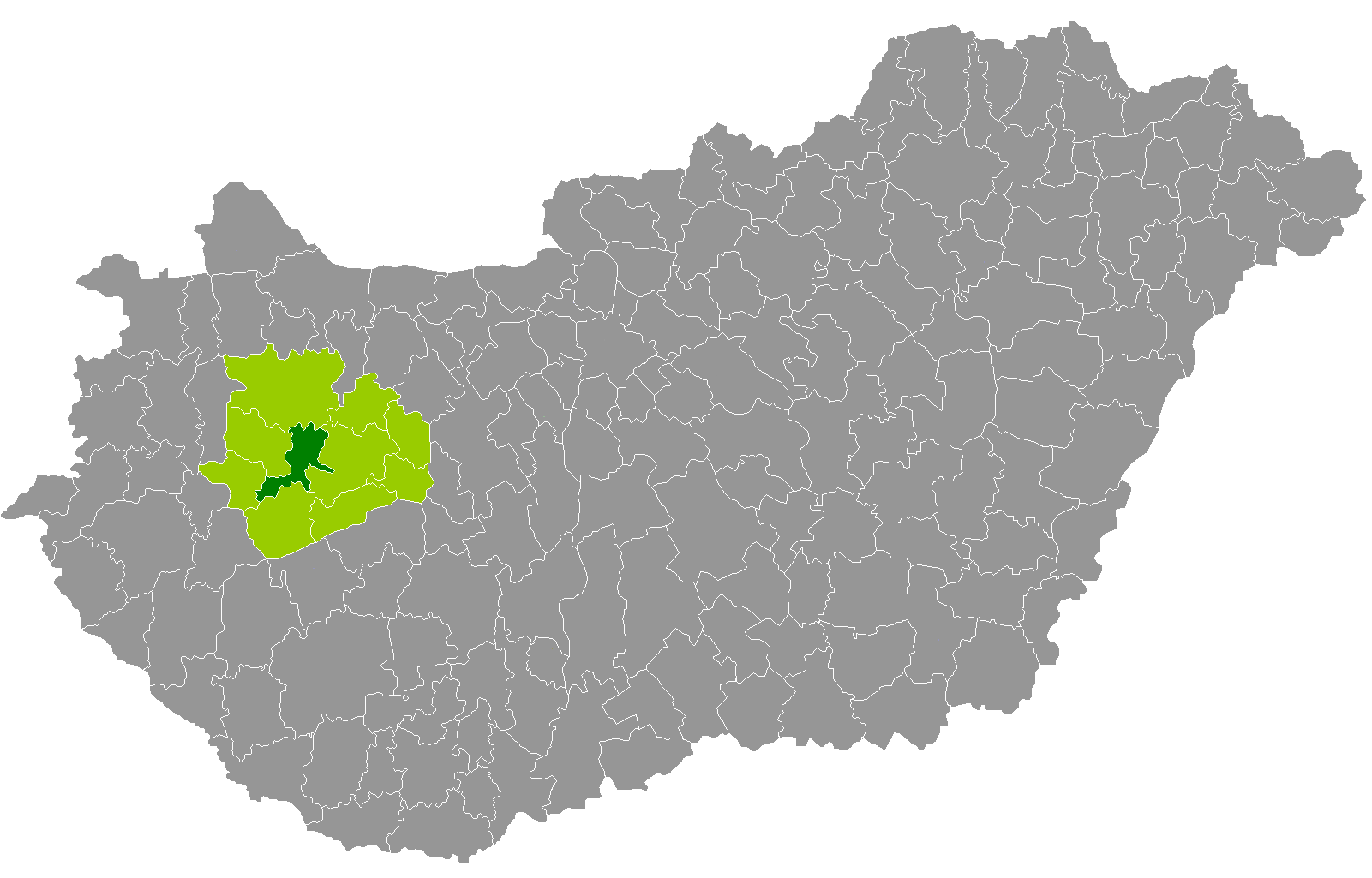
Okres Ajka

Okres Ajka (maďarsky Ajkai járás) je okres v Maďarsku v župě Veszprém. Jeho správním centrem je město Ajka.

## Sídla
V okrese je jedno město (Ajka) a 11 obcí.
- Ajka
- Csehbánya
- Farkasgyepű
- Halimba
- Kislőd
- Magyarpolány
- Noszlop
- Nyirád
- Öcs
- Szőc
- Úrkút
- Városlőd